# Конвенція про асоціацію Нідерландських Антильських островів з Європейською економічною спільнотою
Конве́нція про асоціа́цію Нідерла́ндських Анти́льських острові́в з Європе́йською економі́чною спільно́тою — міжнародна угода про внесення змін до Договору про заснування Європейської економічної спільноти з метою надання статусу ЗКТ Нідерландським Антильським островам, які входили складу Королівства Нідерландів. з 1954 по 2010 рік. Повний перегляд договору був потрібен, оскільки Бельгія, Франція, Німеччина, Італія та Люксембург хотіли додати протокол про імпорт нафтопродуктів з Нідерландських Антильських островів.
Оскільки Хартія для Королівства Нідерландів, проголошена в 1954 році, заснувала Королівство, у якому три сторони — Нідерланди, Нідерландські Антильські острови та Сурінам — брали участь на основі рівности, Нідерланди в 1957 році лише домовилися про Римські договори про від свого імені. Спеціальний протокол, доданий як до Договору про заснування Європейської економічної спільноти, так і до Договору про заснування Європейської спільноти з атомної енергії, спеціально заявив, що Королівство має право ратифікувати договори лише для Нідерландів і Нідерландів-Нової Гвінеї, або для Королівства в цілому. Обидва договори були згодом ратифіковані лише для Нідерландів і Нідерландів-Нової Гвінеї. Проте Декларація про наміри щодо асоціації Суринаму та Нідерландських Антильських островів з Європейською економічною спільнотою була додана до Заключного акту Міжурядової конференції спільного ринку та ЄВРАТОМ:
Уряди Королівства Бельгія, Федеративної Республіки Німеччина, Французької Республіки, Італійської Республіки, Великого Герцогства Люксембург та Королівства Нідерланди,

Беручи до уваги тісні зв'язки, які об'єднують кілька частин Королівства Нідерландів,
Прагнучи підтримувати та інтенсифікувати традиційні торговельні потоки між державами-членами Європейської економічної спільноти з одного боку та Суринамом і Нідерландськими Антильськими островами з іншого, а також сприяти економічному та соціальному розвитку цих країн,
Заявляють про свою готовність, як тільки цей Договір набуде чинности, розпочати переговори на прохання Королівства Нідерландів з метою укладення конвенцій про економічну асоціацію Суринаму та Нідерландських Антильських островів зі Спільнотою.
1 вересня 1962 року Сурінам був асоційований з ЄЕЄ на підставі Додаткового акту, який доповнював документ про ратифікацію Королівства Нідерландів. Це стало можливим, оскільки протокол, доданий до Договору про ЄЕС, не зобов’язував Королівство Нідерландів ратифікувати лише від імені Нідерландів і Нідерландів – Нової Гвінеї, а скоріше встановлював, що воно має право це зробити. Застосування договору до Нідерландських Антильських островів шляхом додаткового акта до ратифікаційної грамоти виявилося неможливим, оскільки інші п’ять держав-членів Спільноти хотіли певних гарантій щодо імпорту нафтопродуктів, перероблених на островах, і, таким чином, необхідно було обговорити повний перегляд договору відповідно до статті 236 Договору про ЄЕС.

## Поправки
4 червня 1962 року Королівство Нідерландів запропонувало переглянути договір. Ця пропозиція зустріла схвальні відповіді Комісії, Асамблеї та Ради 10 вересня, 19 жовтня та 22 жовтня відповідно. 13 листопада було скликано Міжурядову конференцію, яка підписала конвенцію.
Конвенція складається з чотирьох статей, перша з яких встановлює, що Нідерландські Антильські острови повинні бути додані до списку в Додатку IV Договору про заснування ЄЕС (нині Додаток II). Стаття 2 додає ще один протокол до Договору про ЄЕС, який називається Протокол про імпорт до ЄЕС нафтопродуктів, перероблених на Нідерландських Антильських островах. Стаття 3 стосується ратифікації, а стаття 4 — автентичних версій тексту.

## Ратифікація
Договір набув чинности 1 жовтня 1964 року, у перший день місяця, наступного за датою здачі на зберігання останньої ратифікаційної грамоти державою, що підписала цей договір, у цьому випадку Італією:
| Підписант         | Дата здачі на зберігання ратифікаційної грамоти |
| ----------------- | ----------------------------------------------- |
| Нідерланди        | 2 липня 1963 року                               |
| Франція           | 10 січня 1964 року                              |
| Бельгія           | 12 березня 1964 року                            |
| Люксембург        | 22 березня 1964 року                            |
| Західна Німеччина | 21 квітня 1964 року                             |
| Італія            | 14 вересня 1964 року                            |